# Frankfurter Zeitung

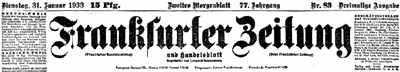
Zeitungskopf 1933

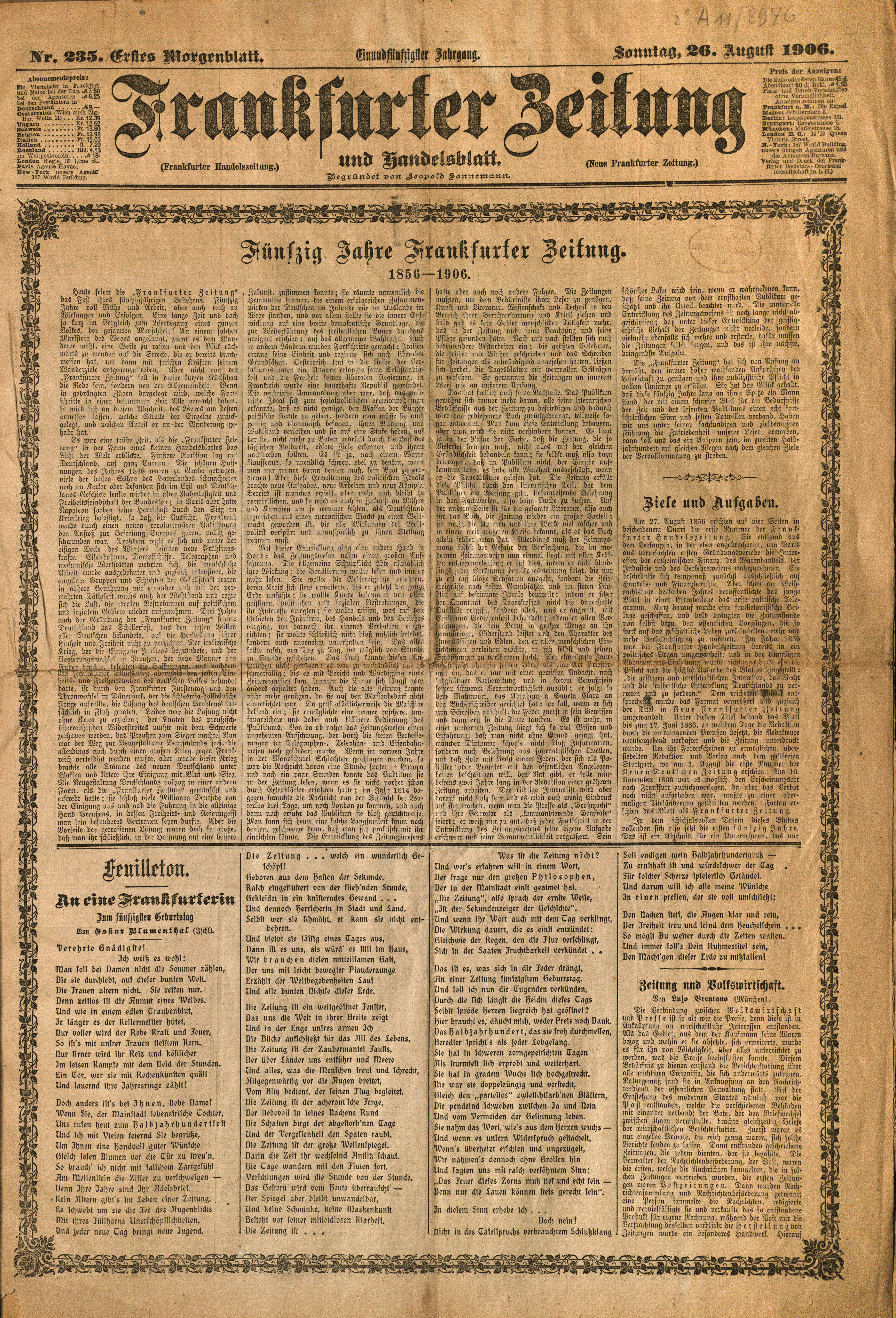
Die Jubiläumsausgabe anlässlich des 50-jährigen Bestehens der Frankfurter Zeitung 1906

Die Frankfurter Zeitung war eine deutschsprachige Tageszeitung, die 1856 als Frankfurter Geschäftsbericht von Leopold Sonnemann und Heinrich Bernhard Rosenthal in der Freien Stadt Frankfurt gegründet wurde. Sie hatte zuletzt ihren Sitz in der Großen Eschenheimer Straße 31–37 in Frankfurt am Main. 
Seit 1860 firmierte das Unternehmen als Frankfurter Societäts-Druckerei, in der dann von 1866 bis 1943 die Frankfurter Zeitung erschien, die in Klammern auch mit „Frankfurter Handelszeitung“ und „Neue Frankfurter Zeitung“ ergänzt wurde.

## Geschichte

### Bis zur Reichsgründung
Gegründet als Frankfurter Geschäftsbericht änderte das Blatt noch im selben Jahr (1856) seinen Titel in Frankfurter Handelszeitung. 1859 nannte der Bankier Leopold Sonnemann das Blatt Neue Frankfurter Zeitung, nachdem er kurz zuvor einen politischen Teil hinzugefügt hatte. Pro Woche erschien die Zeitung 19-mal (dreimal pro Werktag, einmal am Sonntag) und vertrat eine Liberalisierung des Kapitalverkehrs und eine Reform des Aktienrechts, damit sich Handel und Industrie leichter finanzieren ließen. Seit dem 1. Januar 1860 hieß Sonnemanns Unternehmen Frankfurter Societäts-Druckerei.
Nach der Besetzung Frankfurts durch Preußen wurde die Zeitung von Juli 1866 an verboten. Sonnemann wich nach Stuttgart aus und belieferte seine Kunden drei Monate lang mit der Neuen Deutschen Zeitung. Am 16. November 1866 konnte das Blatt wieder als Frankfurter Zeitung und Handelsblatt erscheinen.

### Dem Liberalismus verpflichtet
Nach der Reichsgründung 1871 entwickelte sich die Frankfurter Zeitung zu einem wichtigen Forum der außerparlamentarischen, liberal-bürgerlichen Opposition. Diese Haltung sollte sich auch in den Strukturen der Zeitung zeigen; so wurde die Chefredaktion abgeschafft und durch eine ständige Redaktionskonferenz ersetzt. Alle Redaktionsmitglieder waren gleichberechtigt, der Vorsitzende (nach dem Tod Leopold Sonnemanns bis zur nationalsozialistischen Machtergreifung sein Enkel Heinrich Simon) leitete die Sitzung, hatte jedoch keine Entscheidungsbefugnis. Der Leitartikel gab die Meinung des Redaktionsgremiums wieder und wurde deshalb nicht signiert.
Da sich die Redakteure immer wieder standhaft weigerten, Ermittlungsbehörden die Informanten brisanter Artikel zu verraten, wurden sie von 1871 bis 1879 häufig zu Zwangshaft wegen Zeugnisverweigerung verurteilt.
Von den etablierten Parteien stand die Frankfurter Zeitung der linksliberalen Süddeutschen Volkspartei am nächsten. Nach der Jahrhundertwende unterstützte das Blatt die Einigungsbestrebungen zur Überwindung der parteienpolitischen Zersplitterung im deutschen Linksliberalismus. Bereits vor 1914 und dann während des Ersten Weltkrieges trat die Frankfurter Zeitung für den Frieden in Europa ein.

### Berichterstattung der Frankfurter Zeitung aus derNeuen Türkei(1908–1918)
Vor und während des Ersten Weltkrieges berichteten die drei Journalisten Paul Weitz (Leiter des Büros der Frankfurter Zeitung in Konstantinopel), Friedrich Schrader (ab 1891 in der Türkei tätig, Literaturkritiker und Feuilletonist) und Max Rudolf Kaufmann über die Neue Türkei und die Reformbestrebungen der Jungtürken. Über den Kriegsverlauf und auch den Völkermord an den Armeniern durften die drei Korrespondenten (aufgrund von Selbstverpflichtungserklärungen der Zeitungsverleger, die infolge des Burgfriedens auch von bekannten linken und liberalen Zeitungen unterzeichnet worden waren) nicht berichten, sie versuchten aber in zahlreichen internen Depeschen auf die deutschen Stellen einzuwirken. Kaufmann, der Schweizer Staatsbürger war, wurde deshalb 1912 als Mitarbeiter der lokalen halbamtlichen Zeitung Osmanischer Lloyd entlassen, dann später von den Türken interniert und 1916 nach Deutschland abgeschoben, Schrader wurde dann selber 1917 nach einer Intrige als stellvertretender Chefredakteur der lokalen Istanbuler Zeitung Osmanischer Lloyd ebenfalls entlassen. Paul Weitz berichtete 1918 in internen Memoranden ausführlich über die Gräuel und Massenmorde an den Armeniern Anatoliens. Alle drei standen in scharfen Gegensatz vor allem zu pangermanischen ethnischen Nationalisten wie dem damaligen Marineattaché der Botschaft Konstantinopel Hans Humann, aber auch zu liberalen Vertretern des jungtürkischen Nationalismus und des Vorgehens gegen nichtmuslimische Minderheiten wie Ernst Jäckh und Friedrich Naumann.
Paul Weitz und Friedrich Schrader waren wichtige Kontaktpersonen in Konstantinopel in den Jahren 1913 bis 1917 für Richard Lichtheim, dem damaligen offiziellen Vertreter der Zionistischen Weltorganisation in Konstantinopel, bei dessen Bemühungen, durch Einwirkungen auf deutsche und türkische Stellen den jüdischen Siedlern in Palästina ein ähnliches Schicksal wie anderen nichtmuslimischen Bevölkerungsgruppen im damaligen osmanischen Reich, insbesondere in der Levante, zu ersparen.

### Weimarer Republik
In der Zeit der Weimarer Republik zog die Frankfurter Zeitung Anfeindungen seitens nationalistischer Kreise auf sich, da sie sich 1918 für die Annahme des Versailler Vertrages ausgesprochen hatte. Sie stand nicht mehr in Opposition zur Regierung und unterstützte die Versöhnungspolitik Gustav Stresemanns.
Sie war eines der wenigen demokratischen Blätter dieser Zeit. Berühmt war sie vor allem für ihr Feuilleton, in dem fast alle Geistesgrößen der Weimarer Republik Texte publizierten. Zwischen 1927 und 1930 schrieb auch der spätere Nobelpreisträger Ernest Hemingway für das Feuilleton der Frankfurter Zeitung.
Die wirtschaftliche Lage wurde für das Blatt jedoch deutlich schlechter. Die FZ musste Anfang der 30er Jahre von Carl Bosch, Vorstandsvorsitzendem der I.G. Farben, heimlich über die Imprimatur GmbH mit erheblichen Geldmitteln unterstützt werden, um der Zahlungsunfähigkeit zu entgehen.
Die Hilfsaktion der IG-Farben ließ der Zeitung ihre Unabhängigkeit. Aber Personen aus dem Aufsichtsrat versuchten inhaltlich Einfluss auf die Berichterstattung über die IG-Farben und die Großindustrie zu nehmen. So beschwerte sich das Aufsichtsratsmitglied Hermann Hummel mit den folgenden Worten über einen Bericht des Schriftstellers Joseph Roth in der Weihnachtsausgabe 1930, in der dieser mit einem Beispiel der Leunawerke Fälle der Umweltzerstörung durch die Großindustrie angeprangert hatte: „Es ist Ihnen einfach nicht gelungen, die Elemente aus der Redaktion zu entfernen, die mit allen, auch nötigenfalls schäbigen Mitteln ihr Ressentiment gegen die Wirtschaft austoben.“

### Nationalsozialismus
Nach der Machtübernahme der Nationalsozialisten 1933 mussten zahlreiche jüdische Mitarbeiter die Frankfurter Zeitung verlassen, darunter so berühmte wie Siegfried Kracauer und Walter Benjamin. Betroffen war auch der jüdische Herausgeber Heinrich Simon, der aufgrund des Schriftleitergesetzes den Besitz zugunsten der Imprimatur GmbH aufgeben musste. Die Zeitung wurde von Propagandaminister Joseph Goebbels zunächst protegiert, da sie ihm für Propaganda im Ausland nützlich war, indem sie mit ihren zum Teil kritischen Artikeln für eine angebliche Freiheit in Deutschland stehen sollte.
Am 17. Juni 1934 druckte das Blatt in seiner Abendausgabe als einziges Medium in Deutschland die am selben Tag gehaltene Marburger Rede von Vizekanzler Franz von Papen ab, die im Ausland Aufsehen erregt hatte und deren Text der Redaktion vorher zugespielt worden war. Die Ausgabe wurde beschlagnahmt, die Veröffentlichung der Rede verboten.
Nach Etablierung des NS-Staates in Deutschland versuchte die FZ durch selbstauferlegte Zurückhaltung der Gleichschaltung der Presse zu entgehen. Doch auch der in dieser Zeit für die Zeitung tätige liberale Journalist und Schriftsteller Herbert Kranz (1891–1973) musste noch vor dem Verbot die Feder weglegen. Im Mai 1943 verbot Adolf Hitler die Herausgabe der Frankfurter Zeitung wegen eines Artikels vom 23. März 1943 über Dietrich Eckart, und der Autor Herbert Küsel entging einer Gefängnisstrafe nur durch Antritt des Wehrdienstes. Die letzte Ausgabe erschien am 31. August 1943.
Zitate:
- „Nur wer die Grabesstille des Dritten Reiches am eigenen Leib verspürt hat, wird ermessen können, was eine Gegenposition in der Öffentlichkeit für die geistigen Menschen in Deutschland bedeutet hat. Als die ‚Frankfurter Zeitung‘ in Deutschland eingestellt wurde, war es, als würde in einem halbdunklen Raum die letzte Kerze ausgeblasen.“ (Benno Reifenberg an Willy Bretscher)
- „Die Bemühung, sich der geistigen Gleichschaltung zu entziehen, läßt sich nirgends besser ablesen als an der Geschichte der ‚Frankfurter Zeitung‘, die bis zum Ende ihr besonderes Gesicht und ihren ‚Geist des Hauses‘ zu bewahren trachtete.“ (Peter de Mendelssohn)

### Versuche einer Wiederbegründung
Nach Kriegsende sammelten sich in Freiburg im Breisgau ehemalige Redakteure der Frankfurter Zeitung, mit dem Ziel, zusammen mit dem früheren Verlagsleiter Wendelin Hecht das traditionsreiche Blatt wiederzubegründen. Die Besatzungsmächte hatten jedoch die Wiederherausgabe von Zeitungen untersagt, die während der NS-Zeit erschienen waren, sodass dieser Plan verschoben werden musste. Hecht versuchte zudem eine Neugründung in seiner ebenfalls zur französischen Besatzungszone gehörenden oberschwäbischen Heimat (vgl. Schwäbische Zeitung). Schließlich gründeten die Redakteure am 24. Dezember 1945 die Zeitschrift Die Gegenwart mit französischer Lizenz. Die Zeitschrift erschien später bei der Frankfurter Societät, die die Rechte an der Frankfurter Zeitung hielt.
Am 29. November 1946 gründete das ehemalige Redaktionsmitglied Erich Dombrowski mit französischer Lizenz in Mainz die Allgemeine Zeitung, die mit einer überregionalen Ausgabe die Nachfolge der Frankfurter Zeitung antreten sollte. Deutsche Emigranten sorgten in Paris für eine entsprechende Lizenz, die den Vertrieb in der gesamten französischen Zone gestattete. Diese Hauptausgabe trug den Titel Allgemeine Zeitung mit Wirtschaftsblatt.
Sichtbares Zeichen für die Wiederaufnahme der FZ-Tradition war der Titel in Fraktur-Schrift. Zu den Redakteuren zählte auch der ehemalige stellvertretende Chefredakteur der Frankfurter Zeitung, Erich Welter.
Am 23. September 1949 wurden mit Generallizenz Nr. 3 alle alliierten Beschränkungen für die Presse aufgehoben. Am 31. Oktober 1949 teilte die Allgemeine Zeitung mit Wirtschaftsblatt ihren Lesern mit, dass sie mitsamt ihrer Redaktion in der neu gegründeten Frankfurter Allgemeinen Zeitung aufgehen werde. Die Allgemeine Zeitung (Mainz) besteht als Regionalzeitung bis heute weiter.
Am 1. November 1949 erschien die erste Probenummer der Zeitung für Deutschland. Die Gegenwart wurde im Dezember 1958 eingestellt. Nun war der Weg frei für eine langfristige Verbindung der Frankfurter Societätsdruckerei, der ehemaligen Herausgeberin der FZ, und der FAZ. Man einigte sich 1959 darauf, dass die FAZ dauerhaft bei der Frankfurter Societätsdruckerei gedruckt wird. Im Gegenzug erhielt die FAZ das Recht, den alten Titel Frankfurter Zeitung im Impressum zu führen.

## Das Redaktionsgebäude

Fassade Redaktionsgebäude 1909

Die Redaktion der Zeitung war ab 1863 in gemieteten Räume in der Großen Eschenheimer Straße 31 untergebracht. 1871 erwarb Sonnemann das Haus Große Eschenheimer Straße 37 für 52000 Gulden und die Redaktion wurde dorthin verlegt. Zur Liegenschaft gehörte ein zur jetzigen Schillerstraße gelegener Garten mit Nebengebäuden. 1888 wurde das Haus erweitert. Da der Platzbedarf weiter zunahm, wurde das Nachbarhaus Nummer 35 erworben und ab 1895 ebenfalls für die Redaktion genutzt. 1908 wurde auch noch das Grundstück Nummer 33 erworben und das Redaktionsgebäude erneut erweitert. Architekt war Franz von Hoven. Hinzu waren noch die rückwärtig liegenden drei Häuser in der  Schillerstraße und drei Nebengebäude. Diese waren auf der Rückseite über drei Höfe miteinander verbunden. Das gesamte Areal umfasste eine Grundfläche von 2890 m² von dem 2150 auf die Gebäude und 740 m² auf die Höfe entfiel. Das Anwesen lag gegenüber dem Palais Thurn und Taxis.

Eingangshalle
Haupteingang zu den Redaktionen

## Bekannte Redakteure, regelmäßige freie Mitarbeiter und Autoren
- Theodor W. Adorno
- Karl Apfel, Redakteur 1925–1943, seit 1942 Korrespondent in Stockholm
- Walter Benjamin
- Heinz Berggruen
- Ernst Beutler, Direktor des Freien Deutschen Hochstifts, Goethe-Spezialist
- Rudolf G. Binding, Schriftsteller
- Franz Blei
- Muhammad Asad, Auslandskorrespondent, Diplomat und islamischer Gelehrter
- Ernst Bloch, Philosoph
- Bertolt Brecht, Schriftsteller
- Bernard von Brentano, Schriftsteller, Auslandskorrespondent in Zürich
- Karl Bücher, Nestor der deutschen Zeitungswissenschaft
- Ludwig Cohnstaedt, Leiter des Handelsteils bis 1902
- Richard Coudenhove-Kalergi, Protagonist der Paneuropa-Bewegung
- Carl Theodor Curti
- Bernhard Diebold, Theaterkritiker
- Walter Dirks, Musikkritiker, ab 1938 stellvertretender Feuilletonchef
- Alfred Döblin, Schriftsteller
- Robert Drill, seit 1896 zuständig für Bildungspolitik
- Kasimir Edschmid, Schriftsteller
- Wilhelm Feldmann, Schriftsteller und Journalist
- Lion Feuchtwanger
- Max Frisch, Schriftsteller
- Leo Frobenius, Afrika-Forscher und Gründer des Kulturmorphologischen Instituts der Frankfurter Universität
- Peter Gan, Schriftsteller
- Rudolf Geck, Leiter der Feuilletonredaktion 1907–1924
- Ernst Gerland, Byzantinist
- Kurt Heinrich Freiherr von Gleichen-Rußwurm, Journalist und Gründer „Hessischer Kreis“
- Otto Groth, einer der Gründungsväter der deutschen Zeitungswissenschaft
- Friedrich Traugott Gubler, von 1929 bis 1933 Leiter der Feuilleton- und Literaturblattredaktion
- Peter Härlin, Wirtschaftsredakteur und Korrespondent in Wien 1934–1942
- Wilhelm Hausenstein, Kunsthistoriker, erster Botschafter der Bundesrepublik Deutschland in Paris
- Heinrich Hauser, 1901–1955, Schriftsteller („Brackwasser“,"Das schwarze Revier", „Die letzten Segelschiffe“) und Dokumentarfilmer
- Hermann Herrigel, Archivar, Redakteur und Leiter der Beilage für „Hochschule und Jugend“, bis Februar 1935
- Konrad Heiden, Korrespondent in München 1923–1930, Buchautor
- Hermann Hesse
- Theodor Heuss (Bundespräsident, schrieb seit 1942 unter dem Pseudonym Thomas Brackheim weiter)
- Karl Holl, Musikkritiker und Verdi-Biograph
- Wilhelm Hollbach, 1945 von der US-Armee als amtierender Bürgermeister der Stadt Frankfurt am Main eingesetzt
- Erich Kästner, Schriftsteller
- Max Rudolf Kaufmann, Korrespondent der Frankfurter Zeitung in Istanbul 1910–1916, Zusammenarbeit mit Friedrich Schrader und Paul Weitz
- Rudolf Kircher
- Editha Klipstein, Schriftstellerin
- Annette Kolb, Schriftstellerin
- Siegfried Kracauer, Filmkritiker, Begründer der kritischen Filmanalyse
- Herbert Kranz, 1943 aus politischen Gründen entlassen, in den fünfziger und sechziger Jahren durch seine Jugendbücher bekannt geworden
- Ernst Kreuder
- Moshe Lifshits, jiddischer Dichter, Dramaturg, Übersetzer
- Heinrich Mann, Schriftsteller
- Thomas Mann, Schriftsteller
- Sándor Márai, Schriftsteller
- Georg Heinrich Maier, Rechtshistoriker
- Julius Meier-Graefe, Schriftsteller und Kunstkritik
- Soma Morgenstern, 1928 bis 1933 Kulturkorrespondent in Wien
- Walter Müller-Wulckow 1920 bis 1921, Kunsthistoriker
- Fritz Naphtali, Wirtschaftsredakteur, nach dem Zweiten Weltkrieg Finanzminister Israels
- Elisabeth Noelle-Neumann
- Kurt Offenburg
- Alfons Paquet, Schriftsteller
- Alfred Polgar
- Hugo Preuß, Jurist
- Hans Queling
- Ludwig Quidde, dt. Pazifist, Demokrat und Friedensnobelpreisträger (1927)
- Benno Reifenberg, Feuilleton-Chef seit 1924 (schrieb seit 1939 nur unter der Chiffre -den)
- Erich Maria Remarque, Schriftsteller
- Ludwig Renn, Schriftsteller
- Otto Rombach, Schriftsteller
- Joseph Roth, Schriftsteller
- Fritz Sänger, SPD-Abgeordneter (1961–1969)
- René Schickele, Schriftsteller
- Heinrich Schirmbeck
- Walter Schmiele
- Friedrich Schrader (Konstantinopel), Turkologe, sozialdemokratischer Journalist (siehe oben), Zusammenarbeit mit Max Rudolf Kaufmann und Paul Weitz
- Eberhard Schulz
- Hermann Schwab
- Sascha Schwabacher, Kunsthistorikerin
- Anna Seghers, Schriftstellerin
- Friedrich Sieburg
- Richard Sorge
- Selmar Spier, Jurist, schrieb 1925 bis 1933 als S.Sp. für den Wirtschaftsteil und das Feuilleton
- Hermann Stahl, Schriftsteller und Maler
- August Stein, Journalist, Leiter des Berliner Büros seit 1883, Berliner Vertreter der Zeitung bis 1920
- Hermann Stern (Publizist), Leiter des Handelsteils 1902 bis 1926
- Josef Stern, Redakteur 1873–1902
- Leo Sternberg, Schriftsteller
- Dolf Sternberger, Leiter der Beilage für „Hochschule und Jugend“, ab 1935
- Helene Stöcker, Frauenrechtlerin, um 1900
- Otto Suhr, Politikwissenschaftler
- Georg Swarzenski, Kunsthistoriker, Direktor des Städel
- Erich Tross, Leiter der Beilage für „Hochschule und Jugend“ 1924–1929
- Fritz von Unruh, Schriftsteller
- Max Weber, Soziologe
- Fritz Wertheimer, Südostasienkorrespondent 1909–1912, dann Kriegsberichterstatter im Ersten Weltkrieg im Hauptquartier Hindenburgs
- Paul Weitz, Chefkorrespondent der Zeitung in Konstantinopel bis 1918, Chronist des Völkermordes an den Armeniern, Zusammenarbeit mit Friedrich Schrader und Max Rudolf Kaufmann
- Max Wiessner
- Detta Zilcken, Journalistin
- Carl Zuckmayer, Schriftsteller
- Arnold Zweig, Schriftsteller
- Stefan Zweig, Schriftsteller